# Ahfir
Ahfir (àrab: احفير, Aḥfīr; amazic estàndard marroquí: ⴰⵃⴼⵉⵔ, Aḥfir) és un municipi de la província de Berkane, a la regió de L'Oriental, al Marroc. Segons el cens de 2014 tenia una població total de 19.630 persones. Es troba a 25 kilòmetres de l'aeroport d'Oujda-Angads.

## Agermanaments
- Hérouville-Saint-Clair[2]